# Залізний вовк (мультфільм)
«Залізний вовк» — український ляльковий фільм 1999 року студії Укранімафільм, режисери — Олег Педан і Наталя Марченкова.

## Сюжет
Історія про те, як важливо мати вірних друзів і незважаючи ні на що – вірити в свою перемогу і не впадати у відчай.

## Над фільмом працювали
- Автор сценарію: Олег Педан;
- Режисери: Олег Педан, Наталя Марченкова;
- Художник-постановник: Сергій Сашніков;
- Композитор: Марія Портнікова;
- Кінооператори: Олександр Ніколаєнко (у титрах А. Ніколаєнко), Ірина Сергєєва (у титрах І. Сергеєва);
- Звукооператор: Леонід Мороз;
- Художники аніматори: Жан Таран, Олег Педан;
- Асистенти: Ада Лапчинська, А. Мільковицька, Сергій Мельниченко;
- Ляльки та декорації виготовили: Анатолій Радченко, Вадим Гахун, Олег Педан, Сергій Сашніков, А. Мільковицька;
- Текст читає: Микола Рибалка;
- Монтаж: Юна Срібницька;
- Редактор: Світлана Куценко;
- Директор знімальної групи: В'ячеслав Кілінський.

## Нагороди
- «Крок», 1999 — Приз за найкращий дитячий фільм;
- «Анімайовка», 2000 — Диплом за найкращий експериментальний фільм.